# Leucania yu
Leucania yu är en fjärilsart som beskrevs av Achille Guenée 1852. Leucania yu ingår i släktet Leucania och familjen nattflyn. Inga underarter finns listade i Catalogue of Life.